# Eleutherodactylus klinikowskii
Espèce
Statut de conservation UICN

 EN B1ab(iii) : En danger
Eleutherodactylus klinikowskii est une espèce d'amphibiens de la famille des Eleutherodactylidae.

## Répartition
Cette espèce est endémique de la province de Pinar del Río à Cuba. Elle se rencontre de 70 à 200 m d'altitude dans la Sierra de los Organos et de la Sierra del Rosario.

## Description
Les femelles mesurent jusqu'à 27 mm.

## Étymologie
Cette espèce est nommée en l'honneur de Ronald Francis Klinikowski.

## Publication originale
- Schwartz, 1959 : The status of Eleutherodactylus pinarensis and a new species of the genus from western Cuba. Herpetologica, vol. 15, p. 61-69.